# رابرت توماس ویلسون
رابرت توماس ویلسون (انگلیسی: Robert Wilson; ۱۷ اوت ۱۷۷۷ – ۹ مهٔ ۱۸۴۹) فرد نظامی اهل پادشاهی متحد بریتانیای کبیر و ایرلند بود. وی همچنین برندهٔ جوایزی همچون شوالیه (عنوان) شده‌است.